# 长治市八一广场观礼台
长治市八一广场观礼台位于中国山西省长治市潞州区太行西街街道桥北社区，已列为长治市文物保护单位。

## 建筑
长治市八一广场观礼台建于1969年。

## 保护
2012年1月16日，长治市八一广场观礼台公布为长治市城区文物保护单位。2012年12月，长治市八一广场观礼台公布为第五批长治市文物保护单位，编号5-59，近现代重要史迹及代表性建筑类。